# Machimus achterbergi
Machimus achterbergi là một loài ruồi trong họ Asilidae. Machimus achterbergi được Tomasovic miêu tả năm 2004. Loài này phân bố ở vùng Cổ Bắc giới.